# Минимальный размер оплаты труда в Республике Корея

Минимальная часовая заработная плата в Республике Корея по президентам

Минимальный размер оплаты труда в Республике Корея — это самая низкая ежемесячная и почасовая оплата труда, что работодатели по закону имеют права выплачивать своим работникам в Республике Корея. Сумма решается южнокорейским правительством.
Система минимальной заработной платы направлена на содействие здоровому развитию национальной экономики путем обеспечения работников минимальным уровнем заработной платы и тем самым повышением качества рабочей силы. (Статья 1 Закона о минимальной заработной плате)

## Закон Республики Корея о минимальном размере оплаты труда
Минимальная система оплаты труда Республики Корея предусмотрена отдельным законом, который называется Законом о минимальной заработной плате в соответствии со статьей 32 Конституции Республики Корея. Статья 32 (1) Конституции Республики Корея: Каждый гражданин имеет право на труд. Стране следует предпринять усилия по расширению занятости своих работников и обеспечению надлежащей заработной платы социально-экономическими способами и внедрению системы минимальной заработной платы, предусмотренной законом. Южная Корея гарантировала своим работникам минимальную заработную плату через «Закон о минимальной заработной плате».
Статья 1 Закона о минимальной заработной плате (цели): этот закон направлен на обеспечение минимального уровня заработной платы для работников, с тем чтобы способствовать здоровому развитию национальной экономики путем обеспечения стабилизации их средств к существованию и качественного улучшения рабочей силы.
По состоянию на 2021 год минимальный размер оплаты труда в Республике Корея составляет 8720 вон в час ($8 в час).

### Обсуждение и принятие решения о корректировки минимального размера оплаты труда
Минимальная заработная плата в Республике Корея определяется Комиссией по минимальной заработной плате при Министерстве труда Республики Корея. Комиссия по минимальной заработной плате состоит из 27 членов, 9 из которых являются представителями работников, 9 представителями работодателей и 9 членами комитета по общественным интересам. Комиссия по минимальной заработной плате рассматривает и ежегодно определяет минимальный уровень заработной платы, рассматривает и оценивает минимальную заработную плату, рассматривает предложения о корректировки минимальной заработной платы, проводит исследования и предлагает на основе своих выводов корректировку минимальной заработной платы. Другими важными вопросами, касающимися минимальной заработной платы, занимается министр занятости и труда.
Цель Комиссии по минимальной заработной плате состоит в том, чтобы способствовать здоровому развитию национальной экономики, обеспечивая приемлемую минимальную заработную плату для работников и тем самым улучшая качество и производительность работников.
Министр труда в Корее просит Комиссию по минимальной заработной плате принять решение по минимальной заработной плате к 31 марту каждого года. Комиссия по минимальной заработной плате представляет законопроект о минимальной заработной плате в течение 90 дней (29 июня) на следующий день после того, как запрос был получен 27 членами комитета. Когда министр труда получает решение комитета о минимальной заработной плате, он должен уведомить об этом. В это время лицо, представляющее работника и лицо, представляющее работодателя, может подать жалобу министру занятости и труда в течение 10 дней с даты уведомления. Если возражений нет, минимальная заработная плата будет определяться до 5 августа каждого года. Новая минимальная заработная плата вступит в силу с 1 января.

## История минимального размера оплаты труда в Южной Корее
Закон о минимальном размере оплаты труда был принят правительством Южной Кореи 31 декабря 1986 года. С 1 января 1988 года был введён первый минимальный размер оплаты труда в стране. Однако минимальная заработная плата в 1988 году, установленная правительством, составляла менее 30 % от реальной заработной платы рабочих. Минимальный размер оплаты труда устанавливается Министерством занятости и труда, Республики Корея и включает праздничные надбавки, доплаты за работу более 15 часов в неделю (статья 55 Закона о трудовых нормах).
- В месяц (40 часов в неделю) = 209 часов в месяц
- В месяц (44 часа в неделю) = 226 часов в месяц
- В неделю (40 часов в неделю) = 8 часов в день × 5 дней в неделю

| Минимальный размер оплаты труда | Минимальный размер оплаты труда           | Минимальный размер оплаты труда         | Минимальный размер оплаты труда                                     | Минимальный размер оплаты труда                                      | Минимальный размер оплаты труда                                                         |
| Год                             | Почасовая ставка                          | В день                                  | В неделю                                                            | В месяц                                                              | Примечания                                                                              |
| ------------------------------- | ----------------------------------------- | --------------------------------------- | ------------------------------------------------------------------- | -------------------------------------------------------------------- | --------------------------------------------------------------------------------------- |
| 1988                            | (Группа 1) 462.5 вон (Группа 2) 487.5 вон | (Группа 1) 3700 вон (Группа 2) 3900 вон |                                                                     | (Группа 1) 111000 вон (Группа 2) 117000 вон                          | Производство (10 работников и более)                                                    |
| 1989                            | 600 вон                                   | 4800 вон                                |                                                                     | 144000 вона                                                          | Производство, добыча полезных ископаемых, строительство (10 штатных работников и более) |
| 1990                            | 690 вон                                   |                                         |                                                                     |                                                                      |                                                                                         |
| 1991                            | 820 вон                                   |                                         |                                                                     |                                                                      |                                                                                         |
| 1992                            | 925 вон                                   |                                         |                                                                     |                                                                      |                                                                                         |
| 1993                            | 1005 вон                                  |                                         |                                                                     |                                                                      |                                                                                         |
| Январь 1994 ~ Август 1994       | 1085 вон                                  |                                         |                                                                     |                                                                      |                                                                                         |
| Сентябрь 1994 ~ Август 1995     | 1170 вон                                  |                                         |                                                                     |                                                                      |                                                                                         |
| Сентябрь 1995 ~ Август 1996     | 1275 вон                                  |                                         |                                                                     |                                                                      |                                                                                         |
| Сентябрь 1996 ~ Август 1997     | 1400 вон                                  |                                         |                                                                     |                                                                      |                                                                                         |
| Сентябрь 1997 ~ Август 1998     | 1485 вон                                  | 11880 вон (за 8 часов в день)           |                                                                     |                                                                      |                                                                                         |
| Сентябрь 1998 ~ Август 1999     | 1525 вон                                  | 12200 вон (за 8 часов в день)           |                                                                     |                                                                      |                                                                                         |
| Сентябрь 1999 ~ Август 2000     | 1600 вон                                  | 12800 вон (за 8 часов в день)           |                                                                     |                                                                      |                                                                                         |
| Сентябрь 2000 ~ Август 2001     | 1865 вон                                  | 14920 вон (за 8 часов в день)           |                                                                     |                                                                      |                                                                                         |
| Сентябрь 2001 ~ Август 2002     | 2100 вон                                  | 16800 вон (за 8 часов в день)           |                                                                     |                                                                      |                                                                                         |
| Сентябрь 2002 ~ Август 2003     | 2275 вон                                  | 18200 вон (за 8 часов в день)           |                                                                     |                                                                      | Во всех отраслях и компаниях                                                            |
| Сентябрь 2003 ~ Август 2004     | 2510 вон                                  | 20080 вон (за 8 часов в день)           |                                                                     |                                                                      |                                                                                         |
| Сентябрь 2004 ~ Август 2005     | 2840 вон                                  | 22720 вон (за 8 часов в день)           |                                                                     |                                                                      |                                                                                         |
| Сентябрь 2005 ~ Декабрь 2006    | 3100 вон                                  | 24800 вон (за 8 часов в день)           |                                                                     |                                                                      |                                                                                         |
| 2007                            | 3480 вон                                  | 27840 вон (за 8 часов в день)           |                                                                     | 727320 вон (за 40 часов в неделю) 786480 вон (за 44 часа в неделю)   |                                                                                         |
| 2008                            | 3770 вон                                  | 30160 вон (за 8 часов в день)           | 150800 вон (за 40 часов в неделю) 165880 вон (за 44 часа в неделю)  | 787930 вон (за 40 часов в неделю) 852020 вон (за 44 часа в неделю)   |                                                                                         |
| 2009                            | 4000 вон                                  | 32000 вон (за 8 часов в день)           | 160000 вон (за 40 часов в неделю) 176000 вон (за 44 часа в неделю)  | 836000 вон (за 40 часов в неделю) 904000 вон (за 44 часа в неделю)   |                                                                                         |
| 2010                            | 4110 вон                                  | 32880 вон (за 8 часов в день)           | 164400 вон (за 40 часов в неделю) 180840 вон (за 44 часа в неделю)  | 858990 вон (за 40 часов в неделю) 928860 вон (за 44 часа в неделю)   |                                                                                         |
| 2011                            | 4320 вон                                  | 34560 вон (за 8 часов в день)           | 172800 вон (за 40 часов в неделю) 190080 вон (за 44 часа в неделю)  | 902880 вон (за 40 часов в неделю) 976320 вон (за 44 часа в неделю)   |                                                                                         |
| 2012                            | 4580 вон                                  | 36640 вон (за 8 часов в день)           | 183200 вон (за 40 часов в неделю) 201520 вона (за 44 часа в неделю) | 957220 вон (за 40 часов в неделю) 1035080 вон (за 44 часа в неделю)  |                                                                                         |
| 2013                            | 4860 вон                                  | 38880 вон (за 8 часов в день)           | 194400 вон (за 40 часов в неделю) 213840 вон (за 44 часа в неделю)  | 1015740 вон (за 40 часов в неделю) 1098360 вон (за 44 часа в неделю) |                                                                                         |
| 2014                            | 5210 вон                                  | 41680 вон (за 8 часов в день)           | 208400 вон (за 40 часов в неделю) 229240 вон (за 44 часа в неделю)  | 1088890 вон (за 40 часов в неделю) 1177460 вон (за 44 часа в неделю) |                                                                                         |
| 2015                            | 5580 вон                                  | 44640 вон (за 8 часов в день)           |                                                                     | 1166220 вон (за 40 часов в неделю) 1261080 вон (за 44 часа в неделю) |                                                                                         |
| 2016                            | 6030 вон                                  | 48240 вон (за 8 часов в день)           |                                                                     | 1260270 вон (за 40 часов в неделю) 1362780 вон (за 44 часа в неделю) |                                                                                         |
| 2017                            | 6470 вон                                  | 51760 вон (за 8 часов в день)           |                                                                     | 1352230 вон (за 40 часов в неделю) 1462220 вон (за 44 часа в неделю) |                                                                                         |
| 2018                            | 7530 вон                                  | 60240 вон (за 8 часов в день)           |                                                                     | 1573770 вон (за 40 часов в неделю) 1701780 вон (за 44 часа в неделю) |                                                                                         |
| 2019                            | 8350 вон                                  | 66800 вон (за 8 часов в день)           |                                                                     | 1745150 вон (за 40 часов в неделю) 1887100 вон (за 44 часа в неделю) |                                                                                         |
| 2020                            | 8590 вон                                  |                                         |                                                                     |                                                                      |                                                                                         |
| 2021                            | 8720 вон                                  |                                         |                                                                     |                                                                      |                                                                                         |
| 2022                            | 9160 вон                                  |                                         |                                                                     |                                                                      |                                                                                         |

## Штраф за нарушение закона о минимальном размере оплаты труда

### Юридическое наказание
Работодатель не может платить своим работникам зарплату ниже минимального размера оплаты труда в соответствии с Законом о трудовых стандартах. Закон о минимальной заработной плате предусматривает следующие меры наказания за нарушения минимальной заработной платы.
Статья 28 Закона о минимальной заработной плате (штраф) — Лицо, которое платит меньше минимальной заработной платы в нарушение пункта 1 или 2 статьи 6 или опустило предыдущую заработную плату ниже ниже минимальной заработной платы, приговаривается к не менее чем трем годам лишения свободы или штрафу в размере 20 миллионов вон.

### Минимальное консультирование и отчетность о нарушении заработной платы
Справку заявляющую о нарушении минимальной заработной платы можно получить в Центре гражданских дел Министерства труда. Однако в центре возможно только консультирование, и отчетность невозможна. Если вы хотите получать отчет, вы можете сообщить об этом на веб-сайте «Гражданская служба 24», который объединяет и предоставляет государственные услуги, принимает жалобы, предоставляет информацию.

### Статус наказания
В 2016 году министерство занятости и труда выпустило отчёт о нарушении минимальной заработной платы, в него было включено 1278 случаев. Но только 17 дел привели к фактическому судебному разбирательству, менее 2 процентов из которых были пойманы. Около 98 процентов других были «корректирующими действиями». В то же время работодатели, нарушившие закон о минимальной заработной плате, смогли избежать обвинений или судебных разбирательств, приняв корректирующие меры. Согласно отчету Банка Кореи по последним тенденциям и оценке минимальной заработной платы в 2016 году, число рабочих, получающих меньше минимальной заработной платы, продолжает расти.

## Дебаты о МРОТ
Поскольку в 1986 году был принят Закон о минимальной заработной плате, минимальная заработная плата неуклонно растет. Тем не менее, есть бесконечные дискуссии по поводу законов о минимальной заработной плате и повышения минимальной заработной платы.
В 2017 комитет по минимальной заработной плате решил повысить минимальную заработную плату в 2018 году на 16,4 % по сравнению с предыдущим годом с 6 470 вон до 7530 вон в час. Это наибольшее увеличение (1060 вон) за 16 лет с 2001 года (16.8 %). Дебаты вокруг него горячие.
Основная консервативная газета Чосон ильбо сообщила на следующий день после того, как было объявлено об увеличении минимального размера оплаты труда в 2018 году, что владельцы малого бизнеса были против повышения минимальной заработной платы. Они сказали: «Увеличение минимальной заработной платы — это мера, которая не учитывает неизбежную реальность компаний малого и среднего бизнеса, страдающих от малых продаж». Консервативные средства массовой информации Dong-A Ilbo также критиковала увеличение минимальной заработной платы правительством, в тот же день сообщая о критике «Федерации малого бизнеса» и «Федерации работодателей Кореи». JoongAng Ilbo сообщили о мерах по поддержке малого бизнеса, которые составляют 4 трлн. вон, и критиковала их как «одних из самых непопулярных и популистских ходов во всем мире». Кроме того, Dong-A Ilbo сообщила о компаниях, которые решили переместить заводы за границу в страны с куда меньшим уровнем минимальной заработной платы. Ю Джин Хун, который занимал пост председателя комитета Совместной демократической партии, указал через свой Facebook, что обещание «минимальной заработной платы в 10000 вон» пустое обещание".
Некоторые ученые не согласны и приветствуют увеличение минимальной заработной платы. Чонг Тэ Ин, экономист и руководитель Центра социально-экономических исследований Карла Поланьи, написал колонку в прогрессивном журналисте Kyunghyang Shinmun. Он утверждал в колонке, что увеличение минимальной заработной платы не влияет на занятость: студенты колледжов и молодые люди, которые работают неполный рабочий день, сократят рабочее время, если минимальная заработная плата возрастет. Он также утверждает, что сокращение рабочих часов до 8 часов в день не снизит продажи потребительских товаров на треть, как утверждают некоторые.
Ким Чан Хван, профессор социологии из Университете Канзаса, США, также возражал против аргумента Ю Джин Хуна. В своем блоге он писал: "Негативный эффект минимальной почасовой ставки на рынке труда не установлен академически. Экономическая теория предполагает, что если минимальная почасовая ставка увеличивается, уровень занятости уменьшается. «Он отметил, что существует разногласие в отношении того, плохо ли снижение занятости, при повышении минимальной заработной плата и что высокая заработная плата способствует проведению структурных реформ и повышению производительности труда. Он также сказал: „Если предприятия и самозанятые люди, которые не могут позволить себе минимальную заработную плату, закрываются, капитал поглощается капиталом, который может дать большую минимальной заработной платы, а не публично разлагаться“. „В этом случае производительность экономики в целом улучшается, а структурная модернизация вынуждена“. Профессор Ким также отметил, что консервативная пресса, которая способствует „минимизации занятости по минимальной заработной плате“, использует „минимальное увеличение заработной платы“ как средство идеологической борьбы, хотя новая минимальная заработная плата еще не применяется. И он критиковал Ю Джин Хуна: „Если бы минимальная заработная плата была большой проблемой, вы должны были критиковать увеличение на 9 % в течение 1989 года и увеличение в 12 раз за 30 лет. До сих пор вы были спокойны, но как только минимальная заработная плата повысилась на 16 %, вы не можете не критиковать политику увеличения минимальной заработной платы. Если бы корейская экономика была разрушена, потому что минимальная заработная плата была высокой, она была бы уже разрушилась“.»
Проблема повышения минимальной заработной плата в Южной Корее связана с проблемой высокой производительностью в крупных корпорациях Чеболях и низкой производительностью в малом и среднем бизнесе.
По данным Федерации работодателей Южной Кореи (KEF) по состоянию на 2019 года в Южной Корее индекс Кейтца (процент МРОТа от средней зарплаты по стране) составляет 50,3 %, что является четвёртым значением среди 28 стран-членов ОЭСР после Новой Зеландии (55.5 %), Литвы (55.3 %) и Словении (50.7 %). Кроме того, Южная Корея находится на четвертом месте после Новой Зеландии, Франции и Австралии по уровню минимальной заработной платы по отношению к (ВНД) на душу населения. По данным Федерации работодателей Южной Кореи (KEF) рост минимальной заработной платы в Корее за последние два года составил 29,1 %, что примерно вдвое превышает средний показатель роста в странах-членах ОЭСР (14.2 процента за тот же период). За последние пять лет эти цифры составили 60.3 процента против 32.6 процента. В 2018 году правительство повысило минимальную заработную плату до 7530 вон ($6.38) в час, что на 16,4 % больше, чем в предыдущем году, и еще на 10,9 % до 8350 вон ($7.08) в час в 2019 году. Темпы роста минимальной заработной платы в Южной Корее за последние два года являются третьими по величине после показателей в Литве и Турции. В Япония и Германия рост составляет 3,1 % и 3,9 % соответственно. «Учитывая скорость и уровень минимальной заработной платы в основных развитых странах, минимальная заработная плата должна жестко контролироваться на уровне, не превышающем 60 % от средней заработной платы», — сказал представитель KEF, призвав ослабить темп повышения минимальной заработной платы.